# Deformazione professionale
L'espressione deformazione professionale indica il comportamento di una persona che svolge una certa professione e che ne estende, spesso  involontariamente, il tipico modo di fare anche nel tempo libero o in altre situazioni.  Ugualmente a quanto accade in italiano, viene chiamata in francese déformation professionnelle, termine preso in prestito anche da altre lingue.
Si riferisce a modelli di comportamenti considerati in qualche modo inapproppriati e fuori contesto. 
 Ad esempio, si potrebbe immaginare la situazione di un poliziotto, abituato a trattare con gli sconosciuti e ad essere diffidente sul lavoro, che smette di fidarsi persino delle persone che conosce bene. 
Si tratta di un termine di uso comune, anche se introdotto dal sociologo belga Daniel Warnotte. 
La malattia professionale invece è un termine che si riferisce a veri e propri stati patologici di salute derivanti dal tipo di lavoro protratto.